# France aux Jeux olympiques de 1904
La France n'a pas envoyé de délégation aux Jeux olympiques de 1904 à Saint-Louis, les représentants européens sont très rares en raison du coût du déplacement. Aucun Français, y compris le baron Pierre de Coubertin, président du Comité international olympique, n'assiste à ces Jeux.
Sur le plan sportif, l'athlète Albert Corey, Français vivant aux États-Unis depuis 1903 et appartenant à la Chicago Athletic Association, termine individuellement 2e du marathon et également 2e par équipe du 4 miles au sein d'une équipe de son club où il est le seul étranger. Historiquement, le Comité international olympique attribue cette deuxième médaille à une équipe mixte en raison de la composition franco-américaine de l’équipe alors que sa médaille individuelle est comptabilisée au bénéfice des États-Unis. Cependant, le CIO décide en 2021, à la suite de la publication d'un livre de Clément Genty, de rétroactivement attribuer la médaille d'argent individuelle à Albert Corey,.
Albert Corey est le seul compétiteur français connu à avoir participé à ces Jeux.
OlyMADMen, groupe dirigé par les historiens du sport Hilary Evans, Arild Gjerde, Jeroen Heijmans et Bill Mallon, qui entretient des liens étroits avec la Société internationale des historiens olympiques (ISOH) et qui publie l’avancée de ses travaux sur les pages concernant les Jeux olympiques sur le site Sports Reference, comptabilise la médaille d’argent individuelle au bénéfice de la France et non des États-Unis.

## Liste des médaillés

### Médailles d'argent
| Sport                  | Discipline   | Sportifs     | Performance |
| Médailles d'argent : 1 |              |              |             |
| Athlétisme             | Marathon (H) | Albert Corey | 03:34:00    |

## Sources
1. (fr) « Site officiel du comité national olympique et sportif français »(Archive.org • Wikiwix • Archive.is • Google • Que faire ?) (consulté le 8 avril 2013)
2. (en) Site officiel du comité international olympique.
3. (en) L'intégralité des rapports officiels des Jeux olympiques par le Comité international olympique (C.I.O.) sur le site LA84 Foundation